# 22981 Katz
22981 Katz è un asteroide della fascia principale. Scoperto nel 1999, presenta un'orbita caratterizzata da un semiasse maggiore pari a 2,2955657 UA e da un'eccentricità di 0,1818903, inclinata di 3,32980° rispetto all'eclittica.